# Lepraria achariana
Lepraria achariana är en lavart som beskrevs av Flakus & Kukwa. Lepraria achariana ingår i släktet Lepraria och familjen Stereocaulaceae.   Inga underarter finns listade i Catalogue of Life.